# Arne Grahn
Arne Wilhelm Grahn, född 22 januari 1902 i Helsingfors, död där 21 november 1989, var en finländsk tennisspelare.
Grahn var finsk mästare i singel utomhus 1923–1928 och 1933–1935 samt i singel inomhus 1924, 1925, 1927–1930, 1933 och 1934. Han vann även flera mästerskap i dubbel och mixed. Han var en synnerligen säker och metodisk spelare med kraftig, överskruvad forehand. Som taktiker hade han få övermän i Norden. Han verkade även som ledare, var ordförande i Finlands Lawntennisförbund 1933–1934 och styrelseledamot från 1939.
Grahn, som var ägare av Hagalunds gård, avyttrade dess mark på vilket villaområdet Westend som kom att byggas efter en av arkitekten Ragnar Gustafsson 1934 upprättad stadsplan. Grahn hade största förtjänsten av tillkomsten av Westend tennisstadion i Esbo (uppförd 1935 efter ritningar av Jarl Eklund, nedbrunnen 1967).